# Caradrina inumbrata
Caradrina inumbrata là một loài bướm đêm trong họ Noctuidae.